# فرنائو پیرس دی آندراده
کاپیتان فرنائو پیرس دی آندراده (Fernão Pires de Andrade) (با املای Fernão Peres de Andrade هم نوشته شده و در منابع معاصر نیز به صورت Fernam (Fernã) Perez Dandrade نوشته می‌شود) (درگذشته در ۱۵۵۲)،‏ تاجر، داروساز و دیپلمات رسمی اهل پرتغال بود که زیر نظر کاوشگر و فرماندار ملاکای پرتغالی آلفونسو دو آلبوکرکه فعالیت می‌کرد. دیدار او با مینگ چین در سال ۱۵۱۷ پس از دیدارهای اولیه جرج آلوارز و رافائل پرسترلو در سال‌های ۱۵۱۳ و ۱۵۱۶ – نشان‌دهنده از سرگیری ارتباط مستقیم تجاری و دیپلماتیک اروپا با چین بود. (اگرچه اروپایی‌هایی نظیر مارکو پولو در چین قرون وسطی حضور داشتند، اما با سقوط سلسله یوآن ارتباطات قطع شد). اگرچه مأموریت دی آندراده در ابتدا موفقیت‌آمیز بود و به سفارت پرتغال اجازه داد تا با پکن رابطه برقرار کند، اما با وقوع حوادثی که منجر به برداشت بسیار منفی از پرتغالی‌ها در چین شد، این روابط به‌زودی تیره گشت. حوادثی که خشم چینی‌ها را برانگیخت شامل اقدامات برادر دی آندراده به‌نام سیمائو بود. همچنین گزارش‌های نادرست مبنی بر آدم‌خوار بودن پرتغالی‌ها و ارتباط دادن آن به کودکان ربوده شده چینی و گزارش‌های واقعی از فتح ملاکا توسط آنها که یک دولت خراجی وفادار مینگ بود، نیز در این زمینه بی‌تأثیر نبودند. تا اواخر دهه ۱۵۴۰ و استقرار حکومت پرتغالی‌ها بر ماکائو در سال ۱۵۵۷، تجارت عادی و روابط میان پرتغال و سلسله مینگ از سر گرفته نشد.
در آرشیف‌های سلسله مینگ، از آندراده با عنوان «فولانگجی» (佛 郎 機) یاد می‌شد. فولانجی از «فرانک‌ها» می‌آید و نام عامی است که از زمان جنگ‌های صلیبی، مسلمانان آن را اروپاییان می‌گذاشتند. اصطلاح هندی-جنوب شرقی آسیایی «فرِنگی» نیز از همین ریشه است. چینی‌ها این رسم را برای اولین بار زمانی اتخاذ کردند که تصور می‌کردند پرتغالی‌ها با رهنماها و مترجمان مسلمانِ حاضر در اولین ملاقات فرنائو و قبل از اینکه اروپایی‌ها مستقیماً با چینی‌ها ملاقات کنند، در ارتباط هستند.

## سفرهای خارجی

### هند، سوماترا و ملاکا
در سال ۱۵۱۱ فرنائو پیرس د آندراده در عملیات دریایی کاوشگر و فاتح پرتغالی آفونسو د آلبوکرکی، فرماندهی کشتی را از کوچین در هند برای فتح سلطان نشین ملاکا برعهده داشت. مورخ پرتغالی ژائو د باروس (۱۴۹۶–۱۵۷۰) نوشت هنگامی که ناوگان آلبوکرکی وارد آب‌های وسیع میان سریلانکا و آچه شد، طوفان سهمگینی به وجود آمد، یک کشتی به فرماندهی سیمائو مارتینیو غرق شد اما تمام خدمه آن توسط فرنائو نجات یافتند و سوار کشتی او شدند. برای جبران این ضرر، پرتغالی‌ها پنج کشتی از گجرات را که میان ملاکا و سوماترا در حرکت بودند، دستگیر و آنها را به خدمت خود درآوردند. ناوگان خرد آلبوکرکی با یک کشتی «جانک (کشتی ته پهن و بادبان دار چینی)» دشمن متعلق به «موور» های جاوه‌ای در نزدیکی پولویررا (احتمالاً پولائو برهالا، ۱۶۰ مایلی ملاکا، میان بلاوان، مدان و لوموت، پراک درگیر شد). به گفته باروس، آنها دو روز با این کشتی جنگیدند. خدمه دشمن از تکتیک‌های آتش‌افروزی به کشتی خود به عنوان وسیله‌ای برای سوزاندن کشتی‌های آلبوکرکی استفاده کردند، زیرا آنها از تکنیک‌های رَمینگ و رگبارهای توپخانه‌ای با برد نزدیک استفاده می‌کردند. اگرچه کشتی تسلیم شد اما جانک و خدمه آن مورد تحسین شدید پرتغالی‌ها قرار گرفتند و لقب اُبراوو (جانک شجاع) را از آن خود کردند. خدمه پرتغالی از فرنائو پیرس خواهش کردند تا آلبوکرکی را متقاعد کند که خدمه را ببخشد و آنها را به عنوان فرمانبرداران پرتغال ببینند که واقعاً نمی‌دانستند با چه کسی می‌جنگند. آلبوکرکی سرانجام با این امر موافقت کرد.
ژائو دی باروس در حین نوشتن سرگذشت آفونسو د آلبوکرکی در سوماترا خاطرنشان کرد که چینی‌ها اولین کسانی بودند که تجارت بین سوماترا و هند را در دست گرفتند. وی همچنین به حضور چینی‌های ساکنِ سوماترا اشاره کرد. همچنین باروس توضیح داد که در حالی که فرنائو پیرس در پاسِم (قلمرویی در سوماترا) در حال بارگیری مصالجات آسیای جنوب شرقی در کشتی خود بود تا آنها را به عنوان تحفه بدهد یا در چین بفروشد، دو پادشاه مختلف کشته شدند و تاج و تخت آنها غصب شد. ظاهراً غصب تاج و تخت پادشاهان باعث کمی آشفتگی یا بحران در این ایالت شد. باروس توضیح می‌دهد که بنابر اعتقاد مردم محلی، اگر خویشاوندان سلطنتی یک پادشاه، قصد جان او را بکنند، آن پادشاه شرعاً حق ندارد حکومت کند. مورخ مارک دیون خاطرنشان می‌کند که فرنائو در نوشته خود همین داستان را بیان نموده و اضافه کرده که در جامعه آنها، تنها یک مسلمان می‌تواند جایگزین قابل قبولی برای منصب حاکمیت باشد.

### تماس اولیه با چین
پس از فتح ملاکا در سال ۱۵۱۱، پرتغالی‌ها نه تنها تجارت مصالجات را اروپا در انحصار خود درآوردند، بلکه با بازرگانان چینی نیز مشتاقانه ملاقات کردند و روابط تجاری داشتند. هنگامی که پرتغالی‌ها تحت رهبری دیوگو لوپس دسکیرا در سال ۱۵۰۹ برای ایجاد روابط تجاری وارد ملاکا شدند، بازرگانان محلی چینی (و بازرگانان جاوه ای و تامیل) از آنها حمایت کردند. د آلبوکرکی، خورخه آلوارس را برای کاوش به سمت شمال فرستاد. در سال ۱۵۱۳ سفر او در امتداد سواحل گوانگدونگ شروع شد و نهایتاً بیرقی را در «جزیره توئن مون» به اهتزاز درآورد. در همان سال رافائل پرسترلو که بعداً در سال ۱۵۱۶ با بازرگانان چینی کانتون تجارت کرد، این مأموریت را دنبال کرد. او به سایر پرتغالی‌ها، گزارشی وسوسه‌کننده در مورد تجارت پرسود در چین ارائه کرد. این امر آندراده را بر آن داشت تا در حالی که در ملاکا متوقف شده بود، روند مأموریت خود را تسریع بخشد و با خدمه خود در مورد رفتن به چین یا بنگال گپ بزند.

### مأموریت مانوئل اول در چین

#### انتخاب سفیران
پادشاه مانوئل اول در سال ۱۵۱۷ هنگامی که آندراده با هفت کشتی تجاری مجهز به توپ با یک مترجم مسلمان در ۱۷ ژوئن ۱۵۱۷ به راه افتاد، مجوز یک مأموریت تجاری را صادر کرد. در سال ۱۵۱۵ آندراده برای انجام این مأموریت در لیسبون انتخاب شده بود تا-به عنوان یک داروساز- بتواند اقسام دارو مورد استفاده در شرق آسیا را برای ارائه به پرتغالی‌ها و اروپا بررسی کند. تاجر فلورانسی، جیووانی دا امپولی که وقتی در هند بود گزارشی دربارهٔ تجارت با چین نوشت، نیز در این مأموریت به عنوان نماینده تجاری اصلی میان پرتغالی‌ها و چینی‌ها انتخاب شد. با این حال، جیووانی در ۱۵ اکتبر ۱۵۱۷، یعنی در اویل مأموریت، به دلیل آنکه کشتی‌اش به‌طور تصادفی آتش گرفت، در چین جان سپرد. تومه پیرس، داروساز سلطنتی که به هند سفر کرده بود و در سال ۱۵۱۵ اثری برجسته در مورد تجارت آسیایی نوشته بود، در این مأموریت به عنوان سفیر اصلی انتخاب شد.

#### اولین تماس
اگرچه پس از غرق شدن یک کشتی در تنگه ملاکا مأموریت متوقف شد، اما در ۱۵ اوت با هشت کشتی در مَصَب رودخانه مروارید پهلو گرفتند و در مورد تجارت احتمالی ابریشم و چینی با مقامات چینی در کانتون مذاکره کردند.

## ارجاعات
1. ↑  "Andrade, Fernão Peres de, -1552". Library of Congress Name Authority File. Retrieved 4 February 2014.
2. ↑  Wills, 340.
3. 1 2 3  Dion, 135.
4. ↑  Dion, 138.
5. ↑  Birch, 63.
6. ↑  Dion, 138–139.
7. 1 2  Dion, 139.
8. ↑  Dion, 144.
9. 1 2 3  Dion, 146.
10. ↑  Wolff, 311.
11. 1 2 3 4 5 6  Wills, 336.
12. ↑  Dames, 247.
13. ↑  Dames, 211–212.